# Ernst Kähler

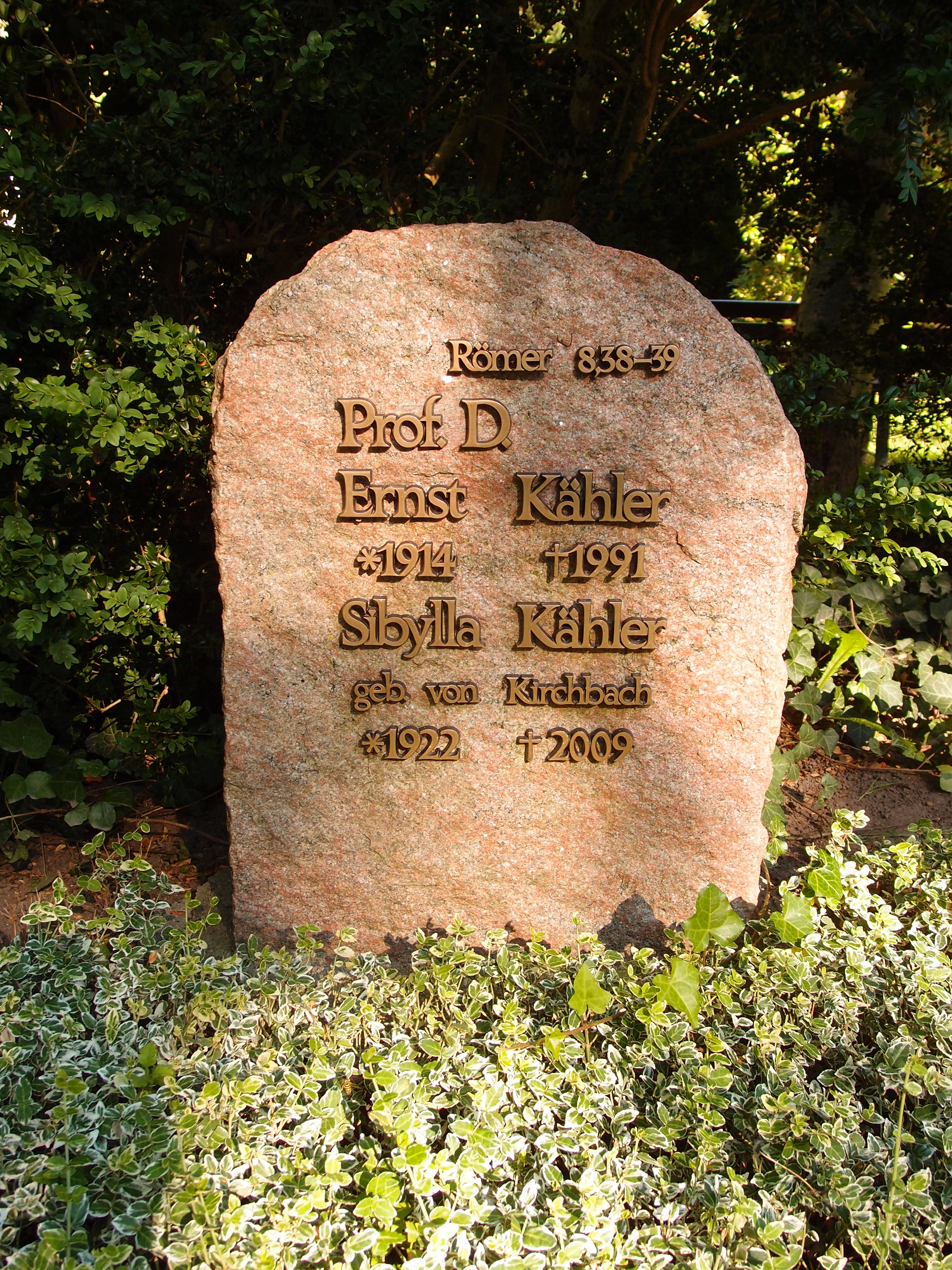
Grab von Ernst Kähler auf dem Alten Friedhof in Greifswald

Ernst Kähler (* 7. Juni 1914 in Duisburg-Meiderich; † 17. November 1991 in Greifswald) war ein deutscher evangelischer Theologe und Kirchenhistoriker.

## Herkunft und wissenschaftliche Karriere
Ernst Kähler stammte aus einer Akademikerfamilie, die mehrere bekannte Theologen hervorgebracht hat, darunter seinen Großvater Martin Kähler (1835–1912) sowie seinen Sohn Christoph Kähler (* 1944). Er war seit 1943 mit Sibylla von Kirchbach (1922–2009) verheiratet. Aus der Ehe gingen sechs Kinder hervor.
Kähler studierte nach dem Abitur und dem Arbeitsdienst Evangelische Theologie an den Universitäten Tübingen, Göttingen, Halle und Basel, u. a. bei Karl Barth. Im Herbst 1939 legte er das Erste Theologische Examen vor der Prüfungskommission des Bruderrates der Bekenntnissynode der Evangelischen Kirche im Rheinland ab und wurde Vikar der Bekennenden Kirche. Vom Januar 1940 bis zum Mai 1945 war er zum Militär eingezogen und wurde dabei mehrfach schwer verwundet. Von 1942 bis 1951 verwaltete er die Stelle eines wissenschaftlichen Assistenten in der Theologischen Fakultät der Martin-Luther-Universität Halle. Dort trat er Anfang 1946 der CDU bei, die er aber im Mai 1950 aus Protest gegen die zunehmende Veränderung zur Blockpartei wieder verließ. Ein Lehrauftrag im Fach Landeskirchen- und kirchliche Kunstgeschichte an der Universität Halle wurde ihm aus politischen Gründen 1950 entzogen. Eine Berufung zum Dozenten für Kirchengeschichte an die Kirchliche Hochschule Bethel lehnte er 1948 ab, da er sich der Hallenser Fakultät verpflichtet fühlte.
Kähler wurde im September 1948 an der Theologischen Fakultät der Georg-August-Universität Göttingen bei seinem Lehrer Ernst Wolf mit einer Arbeit zum Thema Karlstadt und Augustin. Eine Einführung in den Kommentar des Andreas Bodenstein von Karlstadt zu Augustins Schrift „De spiritu et litera“ promoviert. Die Habilitation folgte 1952 in Halle mit der Edition Karlstadt und Augustin. Sanctissimi Augustini de spiritu et litera liber. Der Kommentar des Andreas Bodenstein von Karlstadt zu Augustins Schrift „de spiritu et litera“. Beide Schriften wurden 1952 in einem Band veröffentlicht. Anfang 1951 übernahm er als Rektor und Dozent für Kirchengeschichte den weiteren Aufbau des Katechetischen Oberseminars Naumburg zu einer Kirchlichen Hochschule, an der ein vollständiges Theologiestudium für künftige Pfarrer und Oberschulkatecheten angeboten wurde. In dieser Zeit begründete er ebenfalls das Kirchliche Proseminar Naumburg, an dem solche Jugendliche ein humanistisches Abitur ablegen konnten, die aus politischen Gründen an den staatlichen Oberschulen der DDR nicht zugelassen wurden. Im September 1954 wurde er zum Professor mit Lehrauftrag für Kirchengeschichte an die Theologische Fakultät der Ernst-Moritz-Arndt-Universität Greifswald berufen. 1958 wurde er dort Professor mit vollem Lehrauftrag; im Juli 1960 Professor mit Lehrstuhl für Kirchengeschichte. 1978 erfolgte die Emeritierung.
Kähler hatte eine Reihe von kirchlichen und theologisch-wissenschaftlichen Ämtern inne, unter anderem war er Mitglied in der gesamtdeutschen Kommission zur Herausgabe der Werke Martin Luthers (Weimarer Ausgabe), gemeinsam mit Walter Kreck 1963–1968 Vorsitzender des Theologischen Ausschusses der Evangelischen Kirche der Union sowie Mitglied der Synode der Evangelischen Landeskirche Greifswald. 1957 erhielt er die theologische Ehrendoktorwürde der Theologischen Fakultät Göttingen.
Kähler machte sich insbesondere als Herausgeber theologischer Schriften von Martin Luther sowie als Reformationshistoriker einen Namen.

## Schriften
- Karlstadt und Augustin. Eine Einführung in den Kommentar des Andreas Bodenstein von Karlstadt zu Augustins Schrift „De spiritu et litera“, Niemeyer, Halle 1952 (Hallische Monographien, Nummer 19)
- Studien zum Te Deum und zur Geschichte des 24. Psalms in der Alten Kirche, Evangelische Verlags Anstalt, Berlin 1958; auch: Vandenhoeck & Ruprecht, Göttingen 1958 (Veröffentlichungen der Evangelischen Gesellschaft für Liturgieforschung, Heft 10)
- Bugenhagen und Luther, In: Johann Bugenhagen. Beiträge zu seinem 400. Todestag. Hrsg. von Werner Rautenberg, Berlin 1958, 108–122.
- Die Wirklichkeit Gottes und die Wirklichkeit der Welt im Werk Johann Bugenhagens, In: Evangelische Theologie 19 (1959), 453–469.
- Reformation 1517 - 1967, Berlin: Evangelische Verlagsanstalt, o. J. [1968].

### Als Herausgeber
- Martin Kähler: Geschichte der protestantischen Dogmatik im 19. Jahrhundert, Evangelische Verlags Anstalt, Berlin 1962
  - Parallelausgabe: Kaiser, München 1962 (Theologische Bücherei, Band 16)
- Martin Kähler: Jesus und das Alte Testament, Neukirchener Verlag, Neukirchen-Vluyn 1965 (Biblische Studien, Heft 45)
- Martin Kähler: Aufsätze zur Bibelfrage, Evangelische Verlags Anstalt, Berlin 1967
  - Parallelausgabe: Kaiser, München 1967 (Theologische Bücherei, Band 37. Systematische Theologie)
- Reformation 1517–1967. Wittenberger Vorträge, Evangelische Verlags Anstalt, Berlin 1968
- Arndt von Kirchbach: Lebenserinnerungen, 5 Bde., Göppingen 1985–87